# Gruppe 24

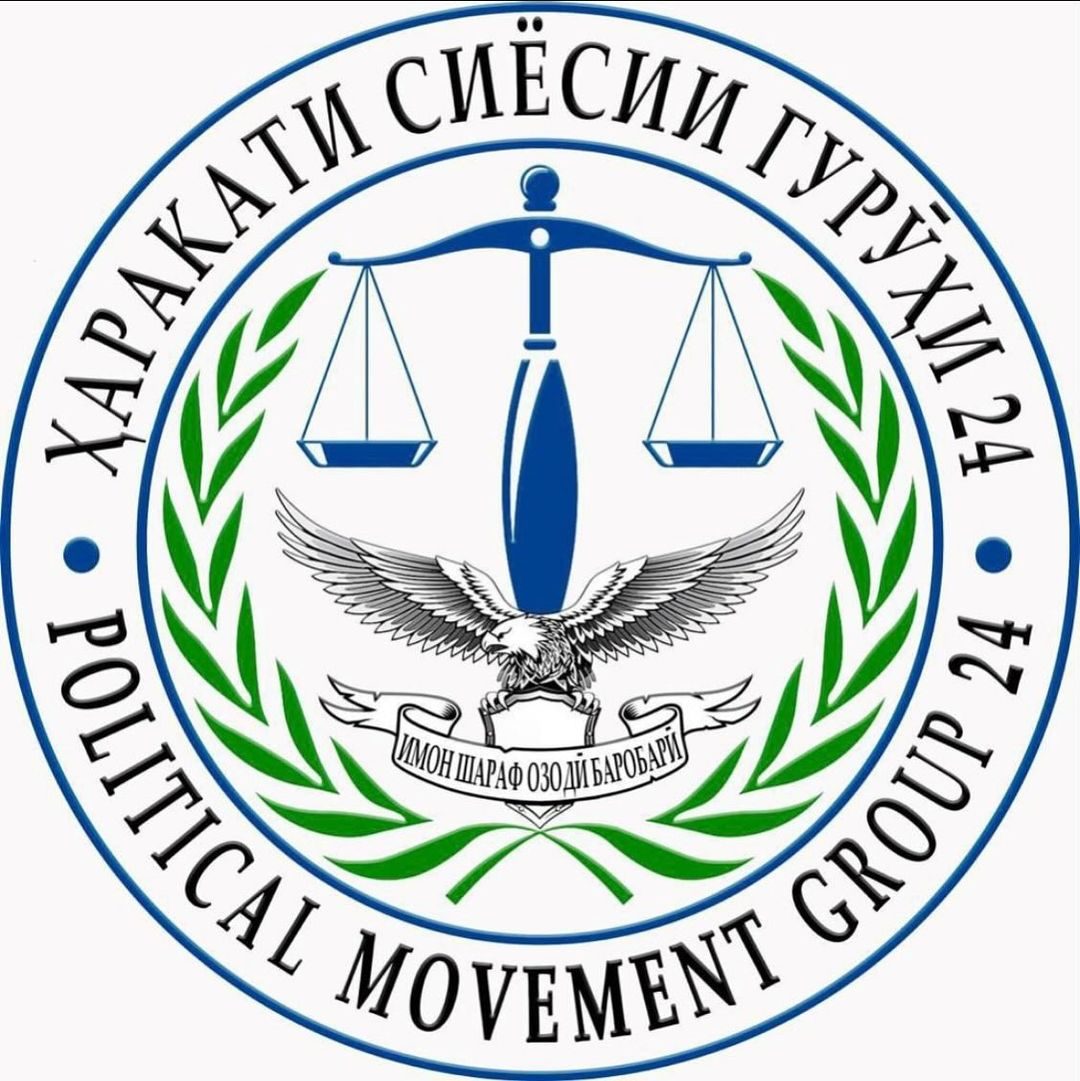
Logo der „Gruppe 24“

Die oppositionelle Gruppe 24 (tadschikisch Гурӯҳи 24 Guruhi 24; russisch Группа 24 Gruppa 24) richtete sich gegen das autoritäre Regime des tadschikischen Präsidenten Emomalij Rahmon, den sie der Korruption beschuldigte, und forderte demokratische Reformen. Die Organisation, die im Ausland existierte und in Tadschikistan wenig bekannt war, wurde 2012 von dem tadschikischen Geschäftsmann und Politiker Umaralij Quwwatow in Russland gegründet, nach dessen Ermordung im März 2015 sie sich auflöste.

## Logo
Das Logo besteht aus einem stilisierten, blauen Kreis mit der Zahl 24 in der Mitte. Die Zahl in einer klaren Schriftart symbolisiert die Gruppe.

## Hintergrund
Umaralij Quwwatow, der Gründer der Gruppe 24, war früher ein erfolgreicher Unternehmer mit engen Verbindungen zur tadschikischen Regierung. Aufgrund von politischen Differenzen und Korruptionsvorwürfen gegen hochrangige Regierungsmitglieder entschloss sich Quwwatow, die Gruppe 24 zu gründen. Ziel der Organisation ist es, politische Reformen in Tadschikistan durchzusetzen und gegen die weit verbreitete Korruption im Land zu kämpfen.
Die Gruppe 24 setzte sich für die Demokratisierung Tadschikistans ein, forderte freie Wahlen und die Achtung der Menschenrechte. Sie organisierte Proteste und verbreitete regierungskritische Inhalte über soziale Medien, was die Aufmerksamkeit der internationalen Gemeinschaft erregte.

## Verfolgung und Repression
Die Aktivitäten der Gruppe 24 führten zu einer intensiven Verfolgung durch die tadschikischen Behörden. 2014 wurde die Gruppe von der tadschikischen Regierung als extremistische Organisation eingestuft und in Tadschikistan verboten. Die Mitglieder der Gruppe wurden verfolgt, viele von ihnen wurden inhaftiert oder mussten ins Exil fliehen.
Am 5. März 2015 wurde der Gründer der Gruppe, Umaralij Quwwatow, in Istanbul ermordet, was international für Aufsehen sorgte. Viele vermuten, dass die tadschikische Regierung hinter dem Mord steckt, obwohl diese Vorwürfe offiziell bestritten und nie bestätigt wurden.

## Nach der Ermordung Quwwatows
Die Gruppe 24 wurde von verschiedenen internationalen Menschenrechtsorganisationen unterstützt, die die Repressionen der tadschikischen Regierung gegen politische Oppositionelle verurteilt haben. Der Mord an Quwwatow führte zu scharfen internationalen Reaktionen und Forderungen nach einer umfassenden Untersuchung.